# Palaeodictyoptera

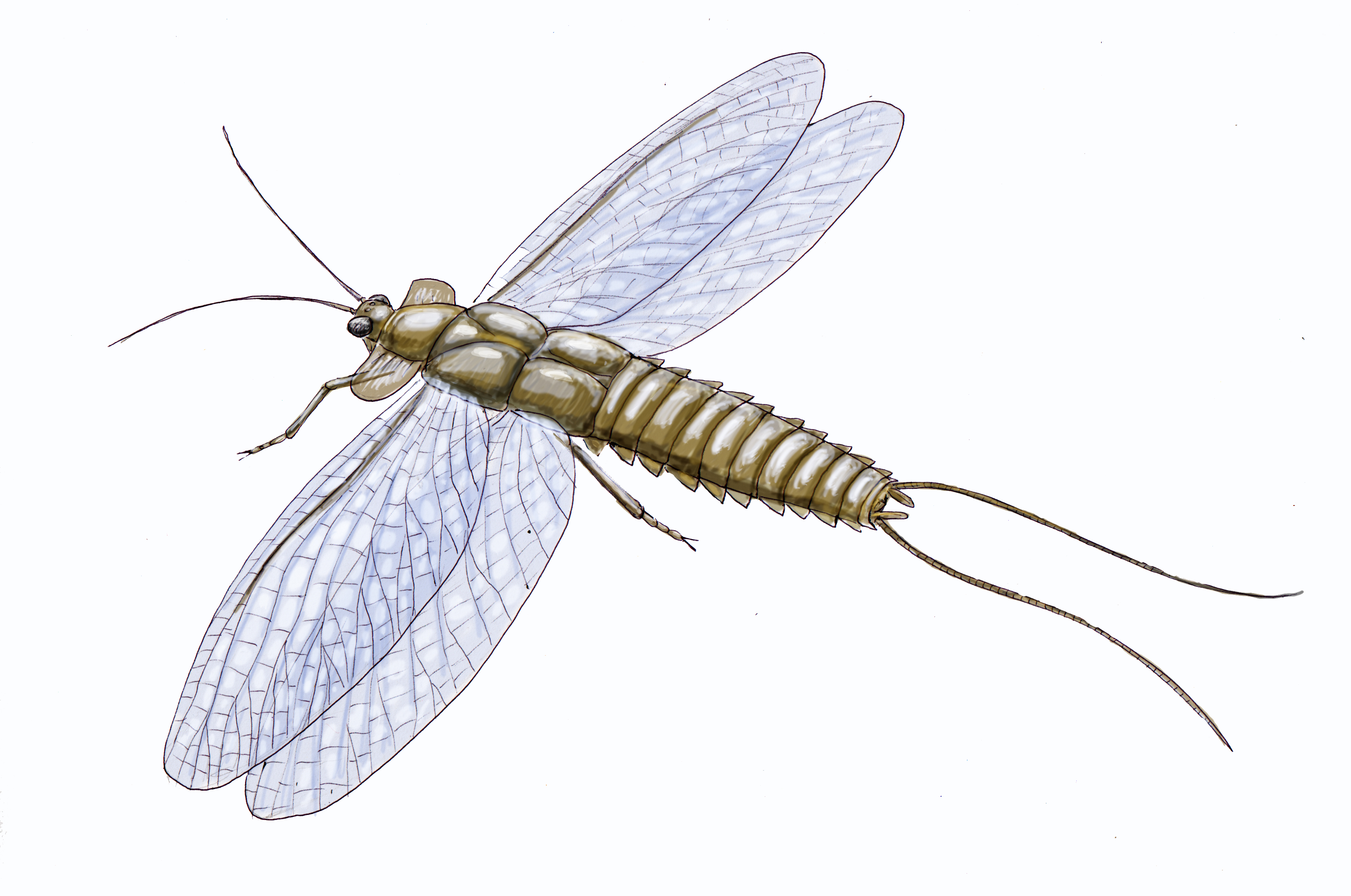
Recreación de Mazothairos en vuelo.

Los palaeodictiópteros (Palaeodictyoptera) son un orden extinto de insectos primitivos paleópteros del Paleozoico, de tamaño mediano a muy grande, caracterizados por mandíbulas con forma de pico, alas anteriores y posteriores similares, y un par adicional de aletas (lóbulos paranotales) en el protórax, delante del primer par de alas. La venación de las alas es frecuentemente muy marcada, e incluso pueden observarse sus patrones de coloración. Algunos alcanzaron grandes tamaños, como es el caso de Mazothairos con una envergadura de 55 cm.
Palaeodictyoptera no es un clado, sino una agrupación parafilética basal de Palaeodictyopteroidea que dieron origen a otros órdenes de insectos. Vivieron entre el Carbonífero Medio (Silúrico Tardío o Bashkiriense Temprano) y el Pérmico Tardío.